# 三河郷友会学生会館

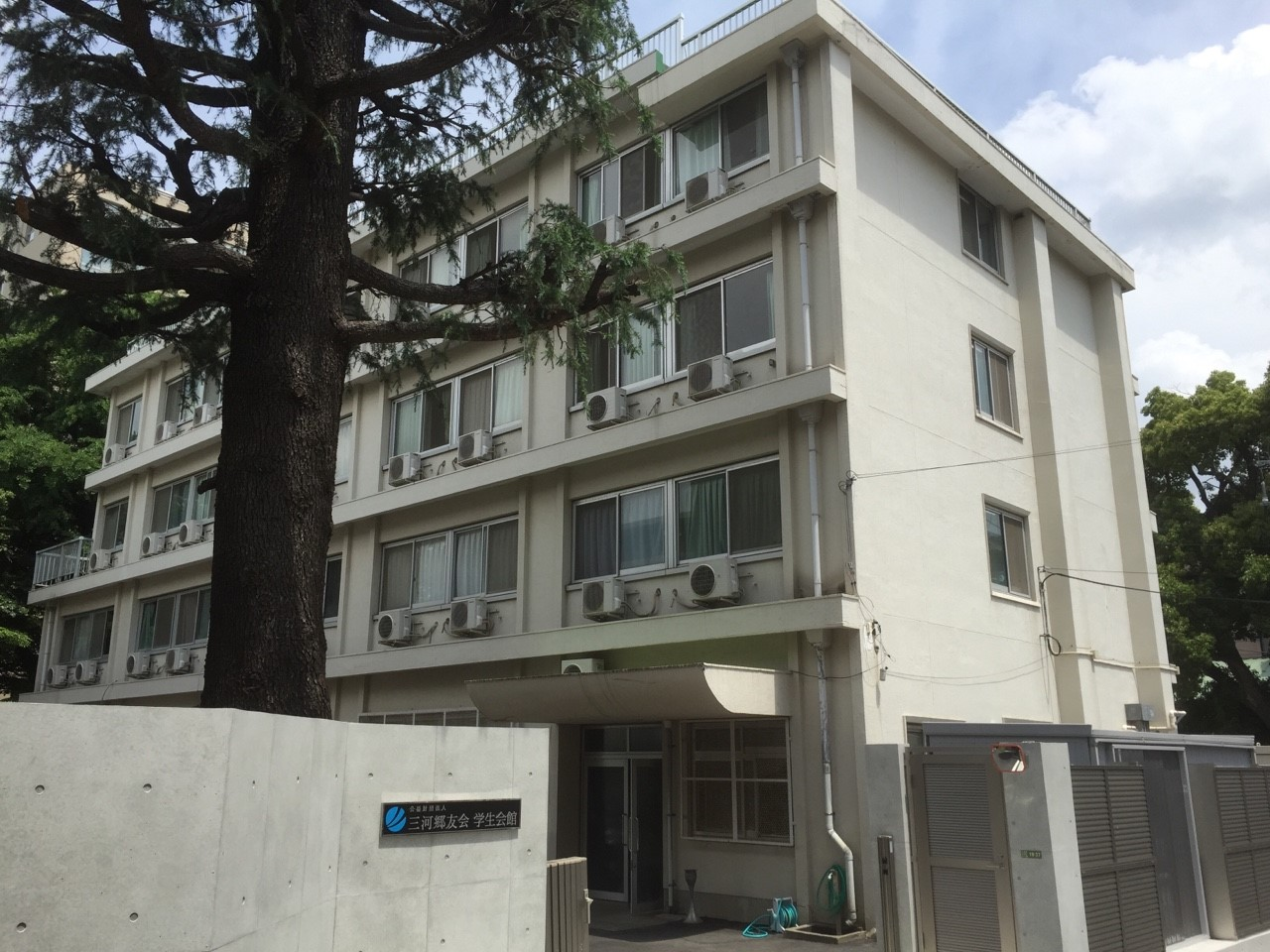
男子会館(2015年5月撮影)

三河郷友会学生会館（みかわごうゆうかいがくせいかいかん）は、公益財団法人 三河郷友会が運営する東京都文京区に位置する学生寮。愛知県三河地方出身者のための県人寮。通称「三河寮」。愛知県育英会が運営する愛知学生会館とは別組織である。

## 沿革
- 明治18年（1885年） - 鋤柄𨫍治の呼びかけで、東京に「三河親睦会」が設立。のちに「三河郷友会」と改称する。
- 明治34年（1901年） - 本郷区森川町の本多子爵邸に三河郷友会東京支部及び東京寄宿舎を設置。
- 明治41年（1908年） - 旧久留米藩の寄宿舎を買い取り、森川町から現在地に移転。
- 昭和23年（1948年） - 漏電により寄宿舎が全焼。
- 昭和27年（1952年） - 木造二階建て20人収容の寄宿舎が完成。
- 昭和31年（1956年） - 文部省の「一県一団体」の方針により、愛知県人会（現愛知県育英会）との合併問題が発生。
- 昭和33年（1958年） - 鉄筋4階建て50人収容の学生寮（旧館）が完成。
- 昭和39年（1964年） - 百人寮（新館）が完成し、収客人員150人二人部屋の学生寮となる。
- 昭和56年（1981年） - 愛知県育英会との合併問題が再燃。
- 平成24年（2012年） - 4月、公益財団法人に移行。
- 平成26年（2014年） - 11月23日、旧館の跡地に女子学生会館が完成。これに伴い「三河郷友会学生寮」から「三河郷友会学生会館」へ呼称を変更する。
- 平成26年（2015年） - 女子寮生の募集を開始。

## 運営環境

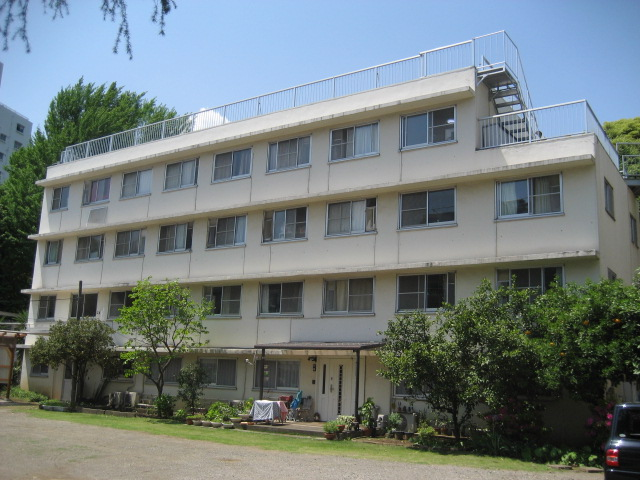
解体前の旧館(2012年5月撮影)

- 所在地……東京都文京区小石川5丁目19-37
- 東京メトロ 丸ノ内線 茗荷谷駅から徒歩約5分
- 男子会館（旧百人寮）
- 女子会館

## 寮行事
花見
- 播磨坂で行われる。

バッチ
- 在寮生の各学年が主催する新入生歓迎会。銅バッチ（二年生主催）、銀バッチ（三年生主催）、金バッチ（四年生主催）、プラチナバッチ（院生主催）が連日行われる。

新入生歓迎会
寮祭
- 春と秋の二回開催。各種目と後夜祭が行われる。

ダンスパーティ
- 通称「ダンパ」。
- 追いコン

## 入寮の条件
- 愛知県三河地方の出身者であること。
- 東京近郊の4年制または6年制の大学に在学すること。

## 著名な出身者
- 外山滋比古
- 都築譲
- 中村民雄 (体育学者)
- 大村秀章

## その他
- 「Independence＆Cooperation（自立と協同）」をスローガンに掲げている。
- 寮内では学生自治が行われ、中央委員会を執行部とした寮生大会が開かれている。
- 中央委員会は食事委員会、厚生委員会、懲罰委員会、書記などから構成される。